# Gyilkosság az Orient expresszen (film, 2001)
A Gyilkosság az Orient expresszen (eredeti cím: Murder on the Orient Express) egy 2001-ben bemutatott bűnügyi film, mely Agatha Christie azonos című világhírű krimijének feldolgozása, mely ezúttal napjainkban játszódik.

## Történet
|  | Alább a cselekmény részletei következnek! |

Hercule Poirot isztambuli vakációját befejezvén az Orient expresszen kíván hazatérni. A hírneves nyomozó ekkor még nem is sejti, hogy egy váratlan sziklaomlás, majd egy rejtélyes gyilkosság újra munkába szólítja a szürke agysejtjeit. Vajon kinek volt útjában az arrogáns amerikai műkincsgyűjtő, Samuel Ratchett, akinek múltja tragikusan kapcsolódott az évszázad egyik leghírhedtebb gyermekrablásához, az Armstrong-ügyhöz? Miközben a luxusvonat kényszerűen vesztegel, Poirot számba veszi a lehetőségeket, és megdöbbentő felfedezésre bukkan a gyilkos(ok) motivációit illetően.

## Szereplők
| Szerep                | Színész              | Magyar hangja (1. szinkron) |
| --------------------- | -------------------- | --------------------------- |
| Hercule Poirot        | Alfred Molina        | Szombathy Gyula             |
| Señora Alvarado       | Leslie Caron         | Tordai Teri                 |
| Helena von Strauss    | Amira Casar          | ?                           |
| Samuel Ratchett       | Peter Strauss        | Balázsi Gyula               |
| Mrs. Caroline Hubbard | Meredith Baxter      | ?                           |
| Pierre Michel         | Nicolas Chagrin      | ?                           |
| Vera Rossakoff        | Tasha de Vasconcelos | ?                           |
| Bob Arbuthnot         | David Hunt           | ?                           |
| Tony Foscarelli       | Dylan Smith          | ?                           |
| Wolfgang Bouc         | Fritz Wepper         | ?                           |